# Zámecký vrch (Krkonošské podhůří)
Zámecký vrch (německy Schlossberg) je vrchol v České republice ležící v Krkonošském podhůří v okresu Trutnov.

## Geomorfologické zařazení
Zámecký vrch se nachází v geomorfologickém celku Krkonošské podhůří, podcelku Podkrkonošská pahorkatina, okrsku Mladobucká vrchovina a v podokrsku Hertvíkovická vrchovina v její Libečské části.

## Poloha
Zámecký vrch se nachází v severojižně orientovaném hřebenu asi 4 kilometry severně od Trutnova.

## Vodstvo
Západní a jihozápadní svah vrchu odvodňují nevýznamné levé přítoky Úpy. Jejím levým přítokem je i říčka Ličná, do níž se vlévají potoky odvodňující východní svahy vrchu.

## Vegetace
Vrcholové partie Zámeckého vrchu jsou souvisle zalesněny. Ve svazích se nachází několik nevelkých pasek.

## Komunikace
Přes vrchol Zámeckého vrchu vede pěšina, kterou sleduje červeně značená Cesta bratří Čapků vedoucí z Trutnova do Krkonoš a Naučná stezka Nové Dvory - Babí. Na vrcholu se nachází i jedno z jejích zastavení. Neveřejná asfaltová komunikace z Voletin do Babí prochází v nevelké vzdálenosti od vrcholu severním svahem.

## Stavby
V prostoru vrcholu se nacházela nevysoká volně přístupná rozhledna vybudovaná na starém trianglovém základu. Vzhledem k výšce okolních stromů z ní byl výhled pouze na jižní svahy Krkonoš a přilehlou část Krkonošského podhůří. V březnu 2012 byla rozhledna kvůli špatnému technickému stavu stržena. 

Na severním výběžku vrchu se nacházejí pozůstatky hradu Rechenburk.